# Piazza Cavour (Livorno)
Piazza Cavour è una piazza di Livorno realizzata nella prima metà dell'Ottocento lungo il Fosso Reale, nell'area dello scomparso bastione del Casone. Qui convergono due importanti assi stradali rettilinei che congiungono piazza Grande a piazza Attias: via Cairoli e via Ricasoli (si veda lo stradario di Livorno).

## Storia

### La "Città Leopolda"
L'area in cui fu realizzata la piazza in origine era il baluardo meridionale della città fortificata progettata da Bernardo Buontalenti.
Il sistema difensivo era completamente circondato da un fossato che seguiva un andamento pentagonale, i cui vertici erano posti in corrispondenza degli stessi baluardi.
Nel 1827 fu autorizzata la vendita dei terreni su cui sorgevano le antiche fortificazioni, nel tratto compreso tra la chiesa di San Benedetto e Borgo Cappuccini; a Luigi de Cambray Digny fu affidato il compito di progettare un collegamento tra la città buontalentiana e i nuovi sobborghi esterni al Fosso Reale, ai quali fu dato il nome di "Città Leopolda".

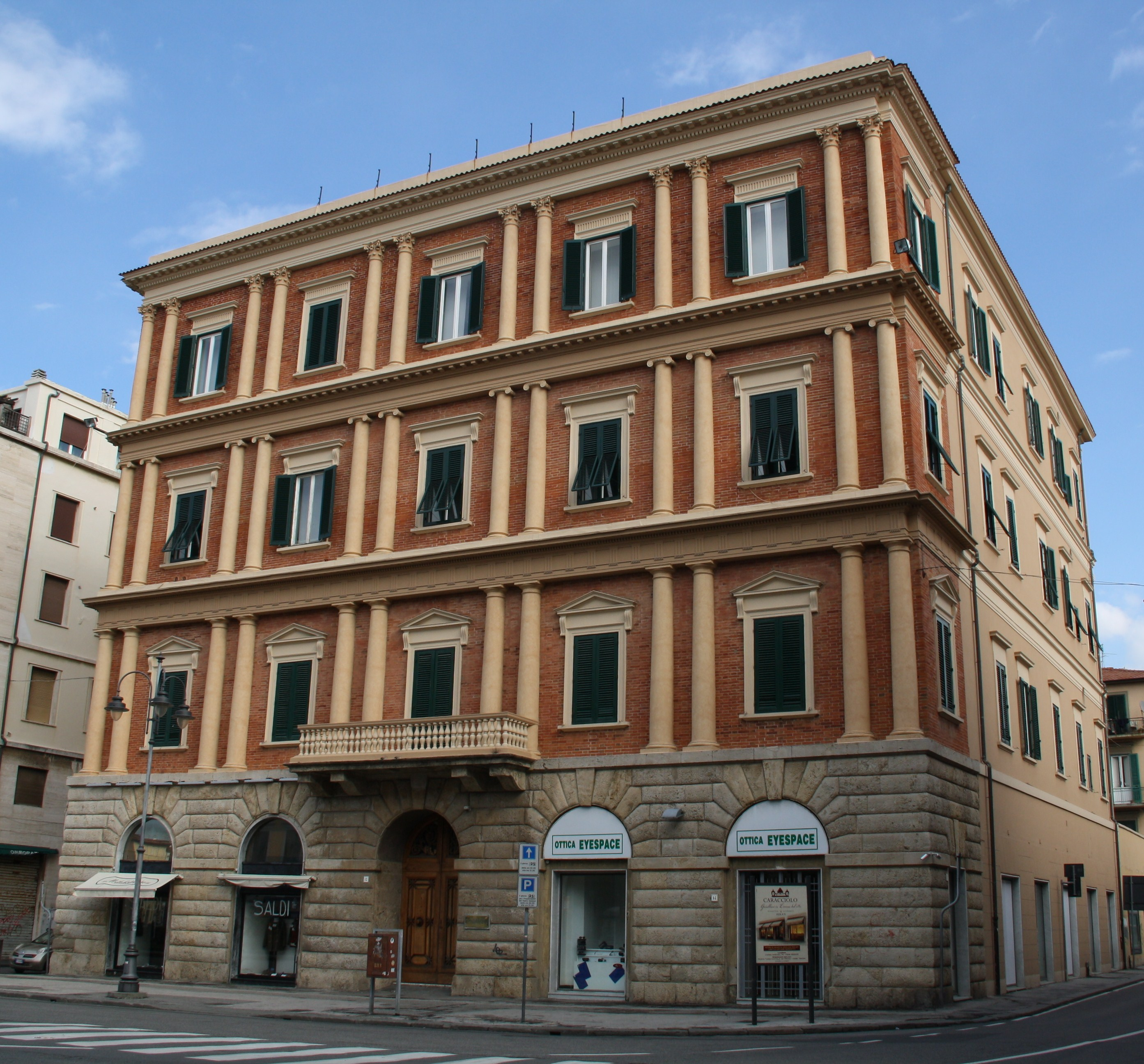
Palazzo Gragnani

I disegni, presentati nel 1828, prevedevano l'apertura di una nuova porta presso il cosiddetto Bastione del Casone, in asse con l'abside del Duomo; il piano definiva anche la realizzazione di una piazza esterna al suddetto varco, dove si inserivano una serie di assi stradali regolari e simmetrici.
Il progetto di Cambray Digny fu messo in atto rapidamente e, a coronamento del nuovo quartiere, fu innalzata la chiesa dei Santi Pietro e Paolo, posta in una posizione quasi speculare rispetto a quella di San Benedetto.

### I palazzi
Su iniziativa privata sorsero quindi numerosi palazzi, tra i quali occorre citare il Palazzo Uzielli (nei pressi della piazza), il Palazzo Santoponte ed il Palazzo Gragnani.
Il primo fu progettato da Riccardo Calocchieri lungo l'attuale via dell'Indipendenza ed è caratterizzato da due torrette belvedere disposte simmetricamente ai margini del piano di copertura.
La costruzione di Palazzo Santoponte interessò invece un lotto lungo la nuova piazza ed i lavori furono affidati a Giovan Battista Picchianti, autore di diverse fabbriche per il nuovo quartiere: l'edificio, non si discostandosi dal linguaggio architettonico delle altre costruzioni avviate nella "Città Leopolda", è definito da un basamento in bugnato oltre il quale, in corrispondenza dell'ingresso principale, si apre un piccolo balcone.
Un caso particolare è invece rappresentato dal Palazzo Gragnani, edificato dopo il 1837 sul lato orientale della piazza: il piano terra viene trattato mediante un rivestimento in bozze, mentre, ai piani superiori, le finestre sono inquadrate all'interno di un sistema architravato con colonne binate che riprende il tema della sovrapposizione degli ordini classici. L'edificio, rivestito in laterizio, è inoltre sormontato da una torretta ottagonale, un tempo utilizzata come piccionaia.

### Il completamento della piazza
L'impostazione definitiva della piazza risale tuttavia ad alcuni importanti interventi promossi tra gli anni trenta e gli anni settanta del XIX secolo.
Infatti, nel 1836, la Porta del Casone venne demolita dopo neanche dieci anni dalla sua realizzazione a causa dell'ampliamento della cinta daziaria di Livorno, che rendeva di fatto superflua la presenza della barriera doganale lungo il Fosso Reale.

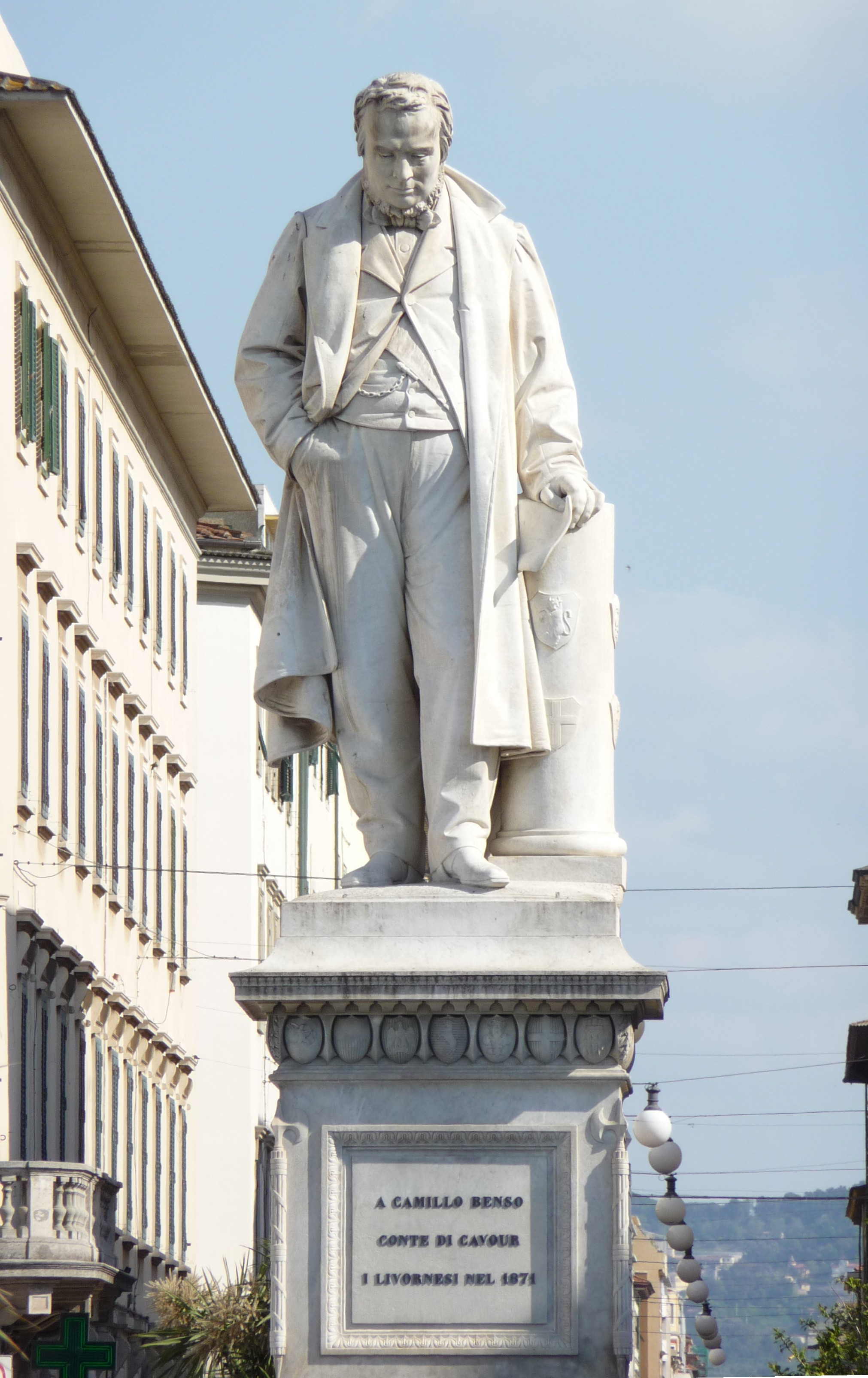
Monumento a Cavour

Successivamente, per ampliare l'area della piazza, fu intrapreso l'allargamento del ponte sul medesimo fossato, mentre nel 1871 qui venne innalzato il monumento a Camillo Benso Conte di Cavour, opera dello scultore labronico Vincenzo Cerri (1833-1903).
La statua sorge su un basamento progettato dall'architetto livornese Arturo Conti, mentre le quattro aquile ai lati del medesimo furono scolpite da Giovanni Puntoni (Livorno, 1837-1902).

## Luoghi d'interesse nelle vicinanze
- Fosso Reale
- Via Cairoli
- Duomo di Livorno
- Sinagoga di Livorno
- Palazzo Maurogordato
- Chiesa di San Giorgio
- Chiesa Valdese
- Antico cimitero degli inglesi
- Ex Cinema Odeon
- Teatro Goldoni
- Piazza Attias
- Tempio della Congregazione olandese alemanna
- Scuola Antonio Benci
- Mercato delle vettovaglie
- Caffè Bardi, attivo dal 1908 al 1921, oggi ricordato con un'epigrafe